# Phyllonorycter nicellii
Phyllonorycter nicellii là một loài bướm đêm thuộc họ Gracillariidae. Loài này có ở hầu hết châu Âu, ngoại trừ bán đảo Balkan và the Mediterranean islands.

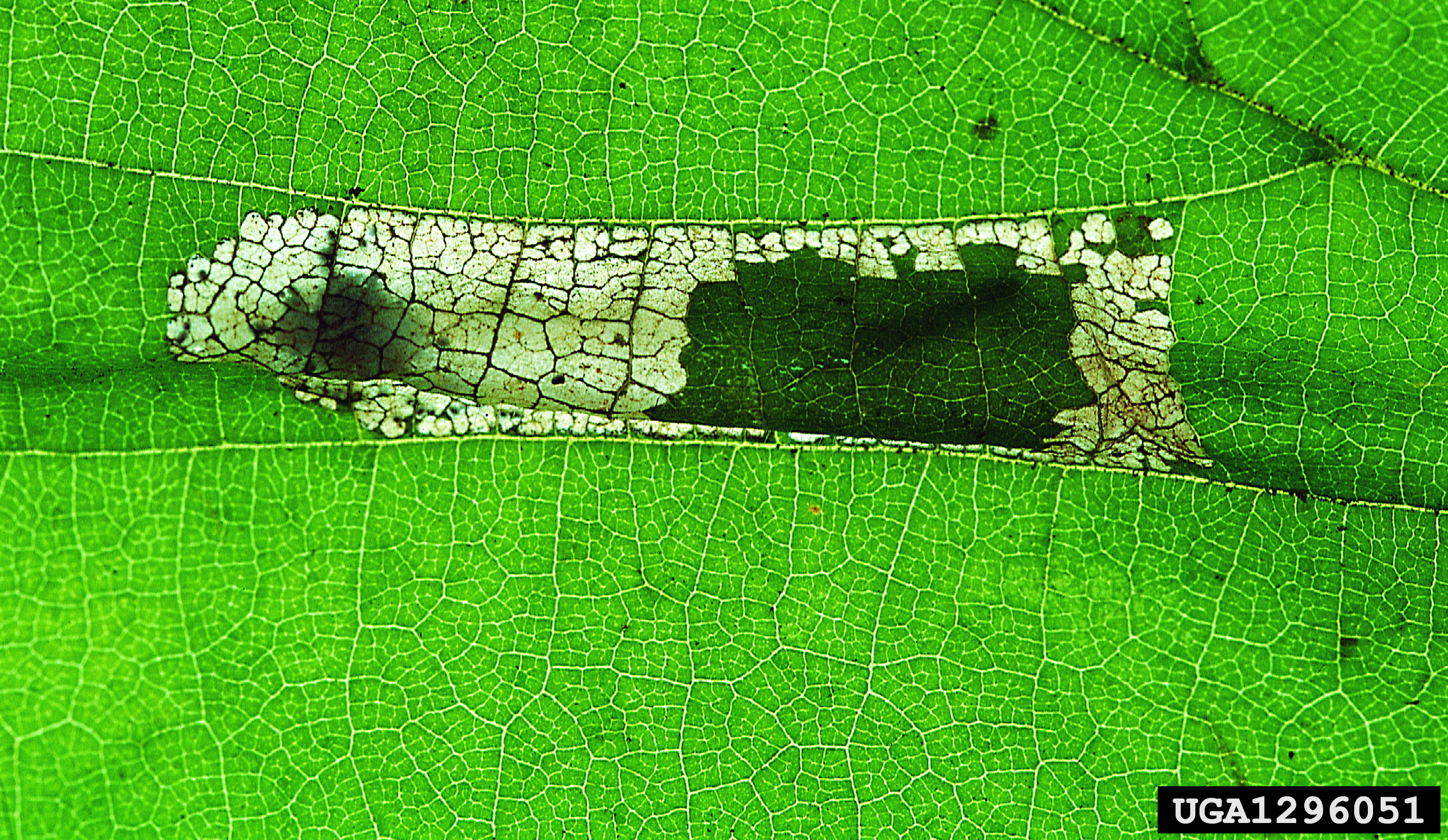
Damage

Sải cánh dài 7–8 mm. Con trưởng thành bay vào tháng 5 và tháng 8 làm hai đợt.
Ấu trùng ăn Corylus avellana và Corylus colurna. Chúng ăn lá nơi chúng làm tổ. They create a lower-surface tentiform mine, usually between two side veins. The pupa is made in a white cocoon in a corner of the mine. It is attached to both the roof và the floor of the mine. The frass is deposited in an opposite corner.